# Municipio de La Magdalena Tlaltelulco

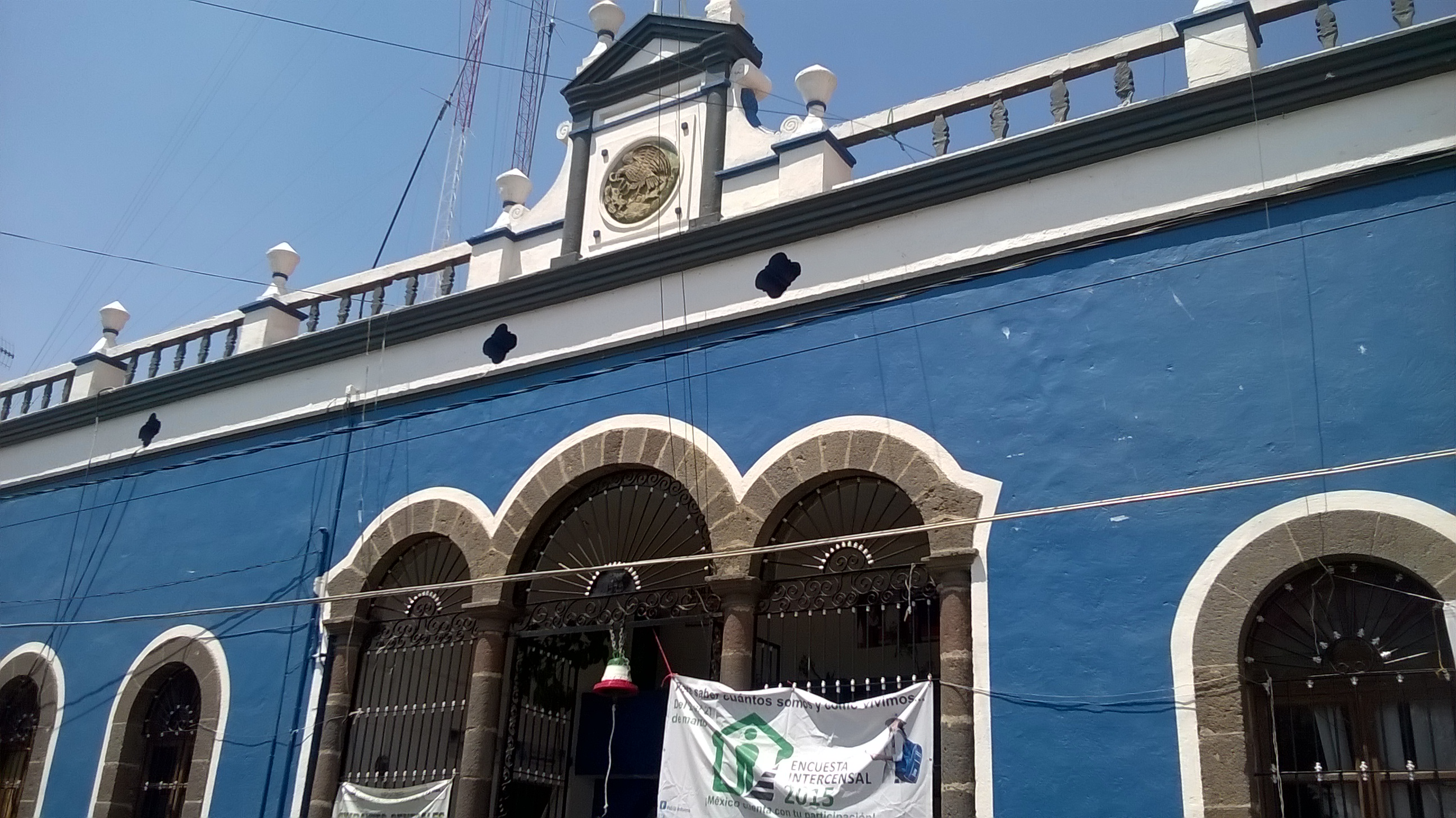
Presidencia de La Magdalena Tlaltelulco, Tlaxcala

El municipio de La Magdalena Tlaltelulco es uno de los 60 municipios que conforman el estado de Tlaxcala dentro de los Estados Unidos Mexicanos. El municipio fue de los últimos en fundarse en el estado de Tlaxcala a partir del año 1995, habiendo pertenecido anteriormente su territorio al municipio de Chiautempan.
Sobre el Altiplano central mexicano a 2.320 metros sobre el nivel del mar, el municipio de La Magdalena Tlaltelulco se sitúa en un eje de coordenadas geográficas entre los 19 grados 16 minutos 33 segundos latitud norte y 98 grados 11 minutos 38 segundos longitud oeste.
De acuerdo con la información geoestadística del Instituto Nacional de Estadística, Geografía e Informática, el municipio de La Magdalena Tlaltelulco comprende una superficie de 14 230 kilómetros cuadrados, lo que representa el 0.35 por ciento del total del territorio estatal, el cual asciende a 3 987 943 kilómetros cuadrados.
Ubicado en la llamada zona metropolitana Tlaxcala-Apizaco, en el centro del estado, colinda al norte con el municipio de Chiautempan; al este con el municipio de San Francisco Tetlanohcan; al sur con el municipio de Teolocholco; al suroeste con el municipio de Santa Isabel Xiloxoxtla; y al oeste con el municipio de Tlaxcala.

### Toponimia
La palabra náhuatl tlaltelulco da nombre al municipio. Esta, a su vez proviene del vocablo tlaltelolco, que deriva de tlaltelli, y cuyo significado es montón de tierra o terrón, y de donde se forma el adjetivo tlaltelo, así como del vocablo co que denota lugar. Así tlaltelulco puede traducirse como "Lugar de terrones" ó "En los montones de tierra".

## Historia

### Época Prehispánica
El desarrollo del municipio de La Magdalena Tlaltelulco, al igual que el de San Francisco Tetlanohcan, está vinculado al de Chiautempan hasta 1995, año en que ambos asentamientos adquieren, con base en los decretos número 207 y 206 -respectivamente-, de fecha 18 de agosto, la condición de municipios, razón por la cual los acontecimientos que en él se suceden desde la época prehispánica, guardan estrecha relación con los que se manifiestan en el señorío de Chiautempan y más aún, en el de Comalteapa.
Este último señorío se localizó en terrenos del actual municipio, hacia la parte sur, hacia el oriente de Tepeyanco o bien un poco al norte del actual municipio de Teolocholco. Comalteapa es una población que surge con el arribo de las primeras oleadas de inmigración teochichimeca, entre los años 900 y 1100 d.c., que corresponden a la fase Texcalac en su etapa tardía. Forma parte de los 17 señoríos que de alguna manera sientan las bases para la conformación de la antigua República de Tlaxcala, a la llegada de los españoles en 1519.
Las exploraciones arqueológicas llevadas a cabo en Comalteapa y otros asentamientos, nos señalan que la arquitectura no es comparable con las de las fases anteriores. La mayor parte de las estructuras cívico-religiosas son de dimensiones modestas, pues no se construyen grandes pirámides. Las casas señoriales de los nobles se ubican sobre en plataformas de piedra y adobes cocidos. Comalteapa fue desde esta fase un señorío, conjuntamente con San Francisco Tlacuilohcan, San Tadeo Huiloapan, San Dionisio Yauhquemehcan, San Martín Xaltocan, Santa Bárbara Acuicuizcatepec, San Simeón Xipetzingo, San Pedro Ahuautepec, Texcalac, Toluca de Guadalupe y Ahuahuastepec. Siendo los más importantes Tepeticpac, Ocotelulco y Tepeyanco.
Chiautempan y Comalteapa se consolidan como parte de los 21 señoríos que integran al estado confederado de Tlaxcala, siempre y cuando se considere a Tepeticpac, Ocotelulco, Tizatlán y Quiahuixtlán, integrando una sola unidad geopolítica. Los señoríos de Tlaxcala, entre ellos el de Comalteapa, eran abastecidos de cacao, cera, textiles, pigmentos, oro, piedras preciosas, pieles finas y aves exóticas de las regiones citadas. Este comercio propició la discordia, primero con Huejotzingo y Cholula y posteriormente con Tenochtitlán, por ello, para resistir las agresiones foráneas, los señoríos tlaxcaltecas establecen una serie de acuerdos para confederarse, manteniendo cada uno la autonomía para manejar sus asuntos internos y para recabar los tributos, pero para enfrentar los enemigos foráneos, recurrían a un consejo supremo, integrado por los señores o Tecuhtli.
La Magdalena Tlaltelulco arriba así a la siguiente época histórica en el devenir de la Provincia y México: La Colonia. Es una seguridad que en el proceso de transición, Comalteapa pierde la condición de señorío que había ostentado, con lo que va a quedar supeditado a la cabecera de Ocotelulco, que es uno de los cuatro asentamientos más importantes a partir de 1521.

### La Colonia
La Magdalena Tlaltelulco, heredera del señorío de Comalteapa, se encuentra en el plano administrativo bajo la jurisdicción de Ocotelulco y forma parte de la doctrina de Chiautempan, una de las pocas que cuenta a inicios de esta época con un convento franciscano, mismo que se levanta entre 1569 y 1585 y que alberga dos frailes -uno de los cuales es predicador-. Convento que se erige de manera estratégica ante un alto porcentaje de población indígena y que representa una manifestación más del triunfo del cristianismo sobre las formas paganas de adoración.
Dentro de este panorama, se reconoce que "fue en los años de 1680 a 1683 cuando son refundados los siete pueblos que en la actualidad conforman La Magdalena Tlaltelulco: Tecpa (palacios), Yuhualcohuac (serpiente nocturna), Teotlalpan (tierra de los dioses), Comalteapa (templo de los comales), Tetla (pedregal), Pochtla (lugar de las ceibas o de los comerciantes) y Calnahuac (junto al caserío).

Ruinas de la hacienda de San Nicolas Tochapa, ubicadas en Tetlanohcan.

En el siglo XVII, los habitantes de La Magdalena Tlaltelulco se emplean como gañanes en la hacienda de San Nicolás Tochapan, ubicada en las inmediaciones de esta localidad junto con la de San Francisco Tetlanohcan; hacienda ésta que cuenta con grandes extensiones de tierra: aproximadamente 3 698 hectáreas, propiedad de Joseph López Arévalo, misma que presenta un valor de 28 000 pesos y de los cuales 20 000 son de censos. La hacienda destaca en relación con otras cinco más y siete ranchos que se ubican en el Partido de Chiautempan.

### SigloXIX
La Independencia.- No se cuenta con referencias bibliográficas sobre la participación de los habitantes de la Magdalena Tlaltelulco en los acontecimientos de la Independencia, lo que no descarta el hecho de que algunos pobladores se hubieran integrado de forma personal al llamado de la insurgencia para luchar contra la opresión y la deplorable situación económica que prevalecía. Esto último resulta sumamente significativo, si se considera que los indígenas fueron obligados por el propio gobierno indígena, que contaba con el respaldo de los españoles y la iglesia, a mantener su lealtad al gobierno virreinal.

### La Reforma
Para este momento histórico resultan de significativa importancia, ciertos acontecimientos que se presentan en Chiautempan y que, indudablemente, repercuten en la vida interna de La Magdalena Tlaltelulco. Dentro de estos destacan, sin lugar a dudas, el que para el año de 1857 la ciudad de Santa Ana Chiautempan haya sido nombrada por poco tiempo, capital del estado.
Hacia 1864, bajo la ocupación del imperio, Tlaxcala adquiere la categoría de Departamento y es dividido en tres distritos y 27 municipalidades. Chiautempan es uno de ellos y se integra por los pueblos y barrios de: Santa Ana Chiautempan (cabecera), La Magdalena Tlaltelulco, San Francisco Tetlanohcan, San Pedro Tlalcuapan y San Bartolomé Cuahuixmatlac, y las haciendas de: San Nicolás Tochapan, San Antonio Mena, Tzitzimapan y Tepetlapa.
Una vez concluidas las confrontaciones y habiendo ascendido a la gubernatura de Tlaxcala, el Licenciado Miguel Lira y Ortega da un fuerte impulso a la construcción del ferrocarril, lo que va a propiciar que a finales de esta época se comiencen a instalar diversas factorías -fundamentalmente textiles-. Los habitantes de La Magdalena Tlaltelulco, que en un principio trabajaban en la hacienda de San Nicolás Tochapan, cuentan ahora con nuevas oportunidades de trabajo: muchos de ellos se insertan a trabajar en los establecimientos que se localizan en Chiautempan y Papalotla de Xicohténcatl -Panzacola-.

### El Porfiriato

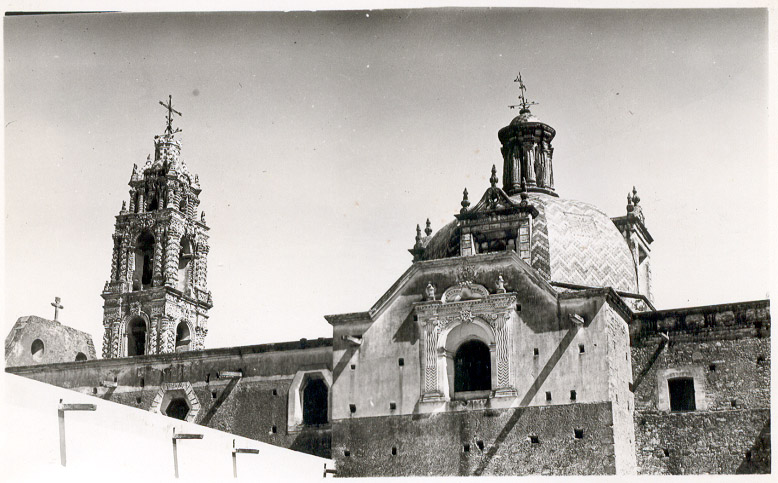
Parroquia de Tlaltelulco en foto antigua

Las haciendas habían avanzado desde época colonial sobre las tierras de los pueblos y éstos, pese a las quinientas varas de fundo legal, carecían de propiedades para su propio beneficio. No pocos campesinos que vivían en los pueblos y que no habían engrosado las filas de los gañanes y de los tlaquehuales en las haciendas, lograron cierta posición como arrendatarios y medieros de las tierras marginales de las haciendas. Muchas de ellas lograron tener ahorros. En cambio varios hacendados que enfrentaron situaciones climáticas adversas, perdieron las cosechas y con ello la posibilidad de enfrentar el pago de sus financiamientos. El remate de haciendas y la compra de las mismas de manera colectiva por los pueblos, tiene su origen en los ahorros de los atados arrendatarios, quienes en el caso concreto de La Magdalena Tlaltelulco llevan a cabo en 1904.

### Época Contemporánea
Este municipio, que se encuentra a ocho kilómetros de la ciudad de Tlaxcala y es paso obligado de la carretera que une a Santa Ana Chiautempan con la ciudad de Puebla, va a ser testigo de cómo, debido al auge económico que se presenta a partir de 1975 y a raíz del proceso de industrialización a que se ve sometida la entidad, las haciendas y la actividad agrícola son sustituidas por la producción de diversas manufacturas. Situación que se fortalece basándose en la implantación, hacia la década de los 80's, del parque industrial Xiloxoxtla, distante escasos 2 o 3 kilómetros del centro de esta población. Sin embargo y a pesar de ello, la población va a insistir en el cultivo de maíz y frijol, dentro de un esquema propio de producción para el autoconsumo.

## Actividades económicas
La base de su economía es la actividad en la industria de la construcción, el comercio y la agricultura en su mayoría, aunque también están la actividad profesionista, y pasando además por la actividad empresarial, empresas que han llegado al territorio municipal con el surgimiento de Empresas Creadas por Tlaltelulquences y surgidas en últimos años.
Algunas empresas dentro de este municipio son Volkswagen Santa Ana, Cuera Textil, Porcelanite Lamosa Planta Gress y American Standar entre otras.

## Colonias y barrios
Su división geográfica territorial interna es por barrios y colonia que a continuación se agregan, siendo el más desarrollado, la segunda sección de Poxtla, contando con el instituciones de todo el nivel básico. 

### Tecpa
Tecpa Pluma "San Miguel"
Tecpa Morales

#### Poxtla
Poxtla Primera Sección.
Poxtla Segunda Sección.
Estocapa.
San Nicolas Tochapa.
Progreso.

### Teotlalpan
La Venta
Tepetlapa

### Yoalcoac
|                                 | Norte: Chiautempan           |                                               |
| Oeste: Tlaxcala de Xicohténcatl |                              | Este: San Francisco Tetlanohcan y Chiautempan |
|                                 | Sur: Santa Isabel Xiloxoxtla |                                               |